# Proyección trasera

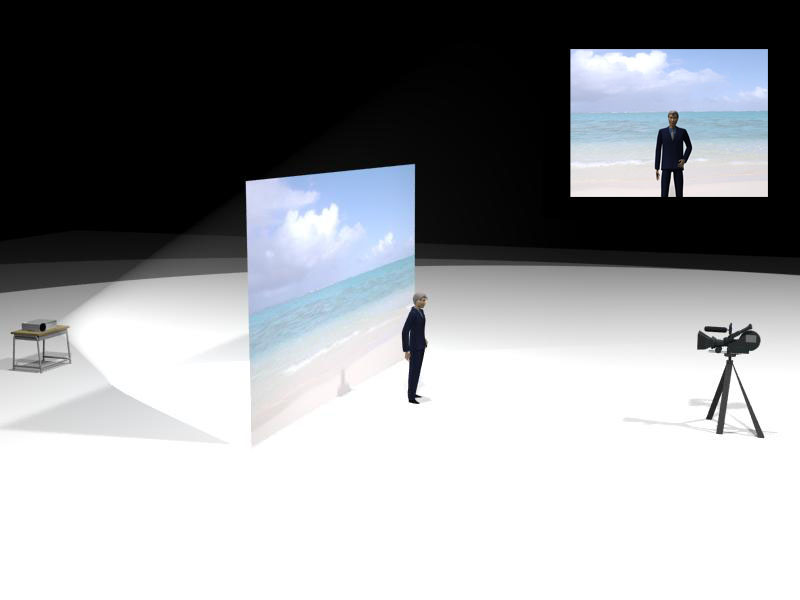
Proyección trasera.

La proyección trasera o retroproyección (en inglés back projection o rear projection) se trata de una de las muchas técnicas cinematográficas de efectos en la cámara. Se utilizó frecuentemente durante muchos años para rodar en plató combinando la acción en primer plano de los actores, delante de una pantalla traslúcida o difusora donde se proyectan fondos elaborados previamente. 
Esta técnica ha sido muy utilizada debido a su simplicidad, además ha sido de utilidad al llevar a cabo otros procedimientos como el matte painting o la rotoscopia. Fue usada principalmente para escenas de conducción o para mostrar otras formas de movimiento de fondo "distante".

## Técnica
Los actores se paran frente a una pantalla mientras un proyector colocado detrás de la pantalla proyecta una imagen invertida del fondo. Esto requiere un gran espacio, ya que el proyector debe colocarse a cierta distancia de la parte posterior de la pantalla. Con frecuencia, la imagen de fondo puede aparecer inicialmente débil y desvaída en comparación con el primer plano y puede ser tanto fija como en movimiento.
Los llamados planos de proceso se solían utilizar para filmar a los actores como si estuvieran dentro de un vehículo en movimiento, cuando en realidad se encuentran en una maqueta de vehículo en un sound stage. En estos casos, el movimiento de la película de fondo y los actores y accesorios de primer plano a menudo eran diferentes debido a la falta de estabilización de la cámara en la filmación desde los vehículos en movimiento utilizados para producir la imagen de fondo. Esto se notaba más como golpes y movimientos discordantes de la imagen de fondo que los actores no replicarían.
Un problema importante con el uso de la retroproyección era que siempre era un poco menos nítida que la acción frente a ella y, por ello, siempre era ligeramente perceptible, especialmente en secuencias donde alternaba con planos sin proyección.
Un avance importante con respecto a la retroproyección es la proyección frontal, que utiliza un material de pantalla especial para permitir que la placa se proyecte desde el frente de la pantalla. Esto da como resultado una imagen mucho más nítida y saturada. Aunque la técnica se había utilizado de forma experimental desde hacía algún tiempo, fue durante el rodaje de 2001: Odisea en el espacio (1968) cuando se desarrolló por completo la versión moderna. En este caso, se utilizó para evitar costosas tomas en exteriores en África durante las escenas iniciales de la película, pero el efecto también se utilizó a lo largo de la película para muchas de tomas en las ventanas de las naves espaciales. 2001 también utilizó la retroproyección para producir efectos de pantalla de ordenador.
A medida que los efectos de proyección frontal y pantalla azul se generalizaron y fueron menos costosos, la retroproyección se volvió en gran medida obsoleta. Quentin Tarantino la utilizó para la secuencia del viaje en taxi en Pulp Fiction (1994). James Cameron también la utilizó para varias tomas de efectos especiales en Aliens (1986), incluido el accidente de la nave, así como para varias secuencias en Terminator 2: El juicio final (1991), como la fuga en coche del hospital psiquiátrico y el T-1000 secuestrando el helicóptero de la policía. La serie de películas Austin Powers (1997-2002) utilizó con frecuencia la retroproyección para ayudar a recrear la sensación de las antiguas películas de espías, mientras que Natural Born Killers (1994) utilizó la técnica ampliamente para enfatizar las motivaciones subconscientes de los personajes.

## Historia
La retroproyección se concibió mucho antes de su uso real; sin embargo, esta sólo fue posible en la década de 1930 gracias a tres desarrollos técnicos necesarios. El más importante fue el desarrollo de las cámaras y de proyectores que podían conectarse para sincronizar sus obturadores, que surgieron de las necesidades no relacionadas de las películas "parlantes" cuya sincronización debía controlarse cuidadosamente. En segundo lugar, la introducción de la película pancromática por parte de Eastman Kodak en 1928 permitió que la cámara expusiera el fondo proyectado más que las películas ortocromáticas, haciéndolo parecer menos tenue que antes. Finalmente, los calibres de película más grandes que comenzaron a surgir a finales de la década de 1920 exigieron lámparas de proyección más potentes, que posteriormente estuvieron disponibles para hacer que la pantalla de retroproyección fuera más brillante y, por tanto, mejor expuesta.
En 1930, Fox Film Corporation fue la primera en utilizar la técnica de la retroproyección, con sus películas Liliom y Just Imagine, y al año siguiente recibió un Oscar técnico por su trabajo. Poco después de este debut, Farciot Edouart ASC, de Paramount Pictures, perfeccionó la técnica a partir de 1933, y desarrolló varios métodos nuevos, como sincronizar tres proyectores con la misma placa de fondo para una exposición más uniforme y brillante. Linwood Dunn ASC, de RKO Radio Pictures, amplió esto con el uso de mate móvil en películas como Flying Down to Rio (1933). La primera retroproyección a gran escala fue creada por el famoso director de efectos especiales Eiji Tsuburaya para la película germano-japonesa de Arnold Fanck La hija del samurái.
Debido a que la cámara debe estar inmóvil y posicionada de manera frontal, Alfred Hitchcock tuvo el ingenio de utilizarlo como un instrumento para crear un espacio paranoico y asfixiante donde la proyección dentro de la proyección se revela como tal, esto se puede ver ejemplificado en films como Náufragos (1944) o Encadenados (1946).
El cineasta de fantasía Ray Harryhausen fue pionero en una variación de la retroproyección en las décadas de 1950 y 1960 con Dynamation, en la que la pantalla trasera se colocaba en un decorado en miniatura junto con criaturas en stop-motion. Harryhausen descubrió una manera de sincronizar el movimiento de las figuras en miniatura con la proyección de fondo como una forma de insertar humanos de acción real en la misma escena que las criaturas.
Existen otros procedimientos de proyección frontal, de pantalla azul y de composición digital que consiguen una calidad visual superior a la hora de combinar los diferentes elementos de la imagen, como consecuencia, la proyección posterior se ha vuelto en gran medida obsoleta.